# Nicolas Morn
Nicolas Morn, né le 23 février 1932 à Hautbellain (Luxembourg) et mort le 14 mars 1997 dans la même ville, est un coureur cycliste luxembourgeois. Professionnel entre 1954 et 1968, il a notamment été champion du Luxembourg de cyclo-cross à trois reprises.

## Palmarès
- 1959
  - 2e du Grand Prix du Nouvel-An
- 1963
  - 2e du Grand Prix du Nouvel-An
  - 2e du championnat du Luxembourg de cyclo-cross
- 1964
  -  Champion du Luxembourg de cyclo-cross
- 1967
  -  Champion du Luxembourg de cyclo-cross
- 1968
  -  Champion du Luxembourg de cyclo-cross
- 1971
  - 3e du championnat du Luxembourg de cyclo-cross

## Résultats sur les grands tours

### Tour de France
4 participations
- 1954 : abandon (14e étape)
- 1955 : abandon (3e étape)
- 1956 : 68e
- 1957 : abandon (2e étape)